# مقاطعة ليلاناو (ميشيغان)
مقاطعة ليلاناو هي مقاطعة تقع في منطقة شمال غرب وسط شبه الجزيرة السفلى بولاية ميشيغان الأمريكية، بلغ عدد سكانها 21٬708 نسمة في تعداد عام 2010، عاصمتها Leland, Michigan ‏، تبلغ مساحتها 6٬559 كيلومتر مربع.

## الموقع
تشترك مقاطعة ليلاناو في الحدود مع:
- مقاطعة ششولكرافت
- مقاطعة غراند ترافيرس
- مقاطعة دلتا
- مقاطعة أنتريم
- مقاطعة بينزي
- مقاطعة شارليفوي
- مقاطعة دور

## التقسيمات الإدارية
- بلدة ساتون باي.